# Martha Pessoa
Marta Pessoa (Lisboa, 24 de marzo de 1974), es una directora y productora portuguesa de documentales y películas de ficción. Ganó el Premio Especial de Amnistía Internacional en el festival IndieLisboa en 2015.

## Trayectoria
Marta Pessoa nació en Lisboa el 24 de marzo de 1974. Estudió cine en la Escuela Superior de Teatro y Cine de Lisboa y se licenció en Dirección e Imagen en la Universidad Nueva de Lisboa.
En 1996 comenzó a trabajar como directora de fotografía. En 2013, fundó junto con Rita Palma y João Pinto Nogueira la productora Três Vinténs.
Ha trabajado como operadora de cámara con varios directores como Margarida Leitão, Solveig Nordlund, Leonel Vieira, Sérgio Tréfaut o Rui Simões.

## Reconocimientos
En 2004, ganó el premio al Mejor Cortometraje en el festival Caminhos do Cinema Português con el cortometraje Dia de Feira. Con el documental Lisboa Domiciliária ganó el Gran Premio de Filminho - Festival de Cine Gallego y Portugués.
En 2015 recibió el premio especial de Amnistía Internacional en el festival IndieLisboa por el documental O Medo à Espreita. En 2023, su película “Rosinha y otros animales salvajes” ganó el Premio Árbol de la Vida, otorgado por la Secretaría Nacional de Pastoral de la Cultura (SNPC).

## Filmografía seleccionada
Completado:
- 1999 - Nicolau, Historia de un Pingüino

- 2004 – Día de la Feria[10]

- 2005 - Alguien te cuidará[11]

- 2007 - Manual de sentimientos domésticos[12][13]

- 2009 - Lisboa Inicio[14]

- 2011 - Quién va a la guerra[15]

- 2015 - Moho negro[16]

- 2016 - El miedo acechante[17][18]
- 2019 - Doncella Guerrera[19][20]
- 2022 – Un nombre para lo que soy, documental sobre el libro Las mujeres de mi país[21]